# Tmeticodes gibbifer
Tmeticodes gibbifer is een spinnensoort in de taxonomische indeling van de hangmatspinnen (Linyphiidae).
Het dier behoort tot het geslacht Tmeticodes. De wetenschappelijke naam van de soort werd voor het eerst geldig gepubliceerd in 2010 door Ono.